# Ramón Maximiliano Valdés
Ramón Maximiliano Valdés, né le 13 octobre 1867 à Penonomé et mort le 3 juin 1918 à Panama, est un homme politique panaméen. Il est président du Panama du 1er octobre 1916 à sa mort.
Il est également l'auteur d'essais, notamment Geografía de Panamá (1898).